# Урожайное (район Магжана Жумабаева)
Урожайное (каз. Урожайное) — село в районе Магжана Жумабаева Северо-Казахстанской области Казахстана. Входит в состав Чистовского сельского округа. Код КАТО — 593685400.

## Население
В 1999 году население села составляло 280 человек (136 мужчин и 144 женщины). По данным переписи 2009 года, в селе проживало 188 человек (99 мужчин и 89 женщин).